# Мейрем Алмаджи
Мейрем Алмаджи (на нидерландски: Meyrem Almaci) е фламандски политик от партията Зелено!.

## Биография
Тя е родена на 25 февруари 1976 година в Синт Никлас в работническо семейство от турски произход (тя има двойно гражданство – белгийско и турско). Завършва сравнителна културология в Гентския университет.
През 2000 година е избрана за общински съветник в Синт Гилис Вас, а през 2006 година се премества в Антверпен, където е районен съветник в Берхем. През 2007 година става депутат във федералния парламент, а от 2014 година оглавява партията „Зелено!“.
1. ↑  www.groen.be